# Тетрахлороплатинат(II) натрия
Тетрахлороплатинат(II) натрия — неорганическое соединение, 
комплексный хлорид натрия и платины
с формулой Na2[PtCl4],
кристаллы,
растворимые в воде,
образует кристаллогидраты — красные кристаллы.

## Получение
- Восстановление гексахлороплатината(IV) натрия солями гидразина:

{\displaystyle {\mathsf {2Na_{2}[PtCl_{6}]+N_{2}H_{6}Cl_{2}\ {\xrightarrow {50^{o}C}}\ 2Na_{2}[PtCl_{4}]+N_{2}+6HCl}}}

## Физические свойства
Тетрахлороплатинат(II) натрия образует кристаллы.
Растворяется в воде и этаноле.
Образует кристаллогидрат состава Na2[PtCl4]•4H2O — красные кристаллы, которые плавятся в собственной кристаллизационной воде при 100°С.